# 萨布丽娜·贾奎特
萨布丽娜·贾奎特（德語：Sabrina Jaquet，1987年6月21日—），瑞士女子羽毛球運動員。

## 簡歷

### 2012年歐洲羽毛球錦標賽
2012年，萨布丽娜·贾奎特參加在瑞典舉行的歐洲羽毛球錦標賽，創下個人單打的最佳成績闖進八強；最後負於賽事的二號種子、德國的朱利安·申克出局。

### 2012年倫敦奧運
2012年，萨布丽娜·贾奎特代表瑞士出戰英國倫敦舉行的奥林匹克运动会羽毛球比賽女子單打項目，在小組賽階段先後以0比2負於比利時的谭莲妮和印度的塞娜·内维尔，兩戰全敗出局。

### 2013年世界羽毛球錦標賽
2013年8月，贾奎特參加中國廣州舉行的世界羽毛球錦標賽，與安东尼·迪马尔特雷出戰混合雙打項目，首圈以2-0擊敗俄羅斯組合晉級，但在第二圈就以0比2（11-21、15-21）不敵2號種子、中國的张楠/赵芸蕾出局。此外，她個人亦出戰女子單打項目，首圈因對手棄權而自動晉級，但在第二圈就以0比2（15-21、15-21）不敵16號種子、香港的葉姵延出局。

### 2014年世界羽毛球錦標賽
2014年8月，贾奎特參加丹麥哥本哈根舉行的世界羽毛球錦標賽，出戰女子單打項目，首圈就以0比2（18-21、14-21）不敵印尼的贝拉特里克斯·玛努布蒂出局。

### 2015年世界羽毛球錦標賽
2015年8月，贾奎特參加印尼雅加達舉行的世界羽毛球錦標賽，出戰女子單打項目。她在首圈以2-0輕取烏克蘭選手玛丽亚·乌利蒂娜晉級，但在第二圈就以0比2（8-21、17-21）不敵14號種子、日本的高橋沙也加出局。

### 2017年世界羽毛球錦標賽
2017年8月，贾奎特參加蘇格蘭格拉斯哥舉行的世界羽毛球錦標賽，出戰女子單打項目。她在首圈以2-1擊敗烏克蘭選手纳塔利娅·沃伊切赫晉級，但在第二圈就以0比2（11-21、12-21）不敵12號種子、印度的塞娜·内维尔出局。

### 2020年東京奧運
2021年7月，賈奎特在2020年東京奧運女子單打的小組賽中三戰全敗出局，無緣晉級淘汰賽。與此同時，她也宣布退役。

## 主要比賽成績
只列出曾進入準決賽的國際賽事成績：
| 年份   | 賽事                     | 公開賽級別 | 項目     | 拍檔              | 成績   |
| ------ | ------------------------ | ---------- | -------- | ----------------- | ------ |
| 2009年 | 克羅地亞羽毛球國際賽     | 國際系列賽 | 女子雙打 | Huwaina Razi      | 準決賽 |
| 2009年 | 捷克羽毛球國際賽         | 國際挑戰賽 | 女子雙打 | Marion Gruber     | 亞軍   |
| 2009年 | 威爾斯羽毛球國際賽       | 國際系列賽 | 女子雙打 | Marion Gruber     | 準決賽 |
| 2010年 | 奧地利羽毛球國際挑戰賽   | 國際挑戰賽 | 混合雙打 | 安东尼·迪马尔特雷 | 準決賽 |
| 2011年 | 紐西蘭羽毛球國際挑戰賽   | 國際挑戰賽 | 混合雙打 | 安东尼·迪马尔特雷 | 準決賽 |
| 2012年 | 奧地利羽毛球國際挑戰賽   | 國際挑戰賽 | 混合雙打 | 安东尼·迪马尔特雷 | 亞軍   |
| 2012年 | 保加利亞羽毛球公開賽     | 國際系列賽 | 女子單打 | －                | 準決賽 |
| 2012年 | 比利時羽毛球國際賽       | 國際挑戰賽 | 女子單打 | －                | 準決賽 |
| 2012年 | 荷蘭羽毛球大獎賽         | 大獎賽     | 混合雙打 | 安东尼·迪马尔特雷 | 準決賽 |
| 2013年 | 荷蘭羽毛球國際賽         | 國際挑戰賽 | 女子單打 | －                | 準決賽 |
| 2013年 | 瑞士羽毛球國際賽         | 國際挑戰賽 | 女子單打 | －                | 準決賽 |
| 2013年 | 意大利羽毛球國際賽       | 國際挑戰賽 | 女子單打 | －                | 亞軍   |
| 2014年 | 巴西羽毛球大獎賽         | 大獎賽     | 女子單打 | －                | 準決賽 |
| 2014年 | 巴西羽毛球大獎賽         | 大獎賽     | 混合雙打 | 乔希姆·佩尔森     | 準決賽 |
| 2015年 | 秘魯羽毛球國際賽         | 國際挑戰賽 | 女子單打 | －                | 準決賽 |
| 2015年 | 斯里蘭卡羽毛球國際挑戰賽 | 國際挑戰賽 | 女子單打 | －                | 亞軍   |
| 2016年 | 瑞士羽毛球國際賽         | 國際系列賽 | 女子單打 | －                | 冠軍   |
| 2016年 | 蘇格蘭羽毛球大獎賽       | 大獎賽     | 女子單打 | －                | 亞軍   |
| 2016年 | 威爾斯羽毛球國際賽       | 國際挑戰賽 | 女子單打 | －                | 準決賽 |
| 2016年 | 意大利羽毛球國際賽       | 國際挑戰賽 | 女子單打 | －                | 冠軍   |
| 2017年 | 歐洲羽毛球錦標賽         | 其他       | 女子單打 | －                | 季軍   |
| 2018年 | 巴西羽毛球國際賽         | 國際挑戰賽 | 女子單打 | －                | 亞軍   |
| 2019年 | 俄羅斯羽毛球公開賽       | 超級100賽  | 女子單打 | －                | 準決賽 |
| 2020年 | 葡萄牙羽毛球國際賽       | 國際系列賽 | 女子單打 | －                | 冠軍   |

| 2007-2017年 | 首要超級賽 | 超級賽 | 黃金大獎賽 | 大獎賽 | 國際挑戰賽 | 國際系列賽 | 未來系列賽 | 其他 |

| 2018-2026年 | 總決賽 | 超級1000賽 | 超級750賽 | 超級500賽 | 超級300賽 | 超級100賽 | 國際挑戰賽 | 國際系列賽 | 未來系列賽 | 其他 |

### 奧運會和世錦賽參賽紀錄
|          | 搭檔              | 2006 | 2007 | 2008 | 2009  | 2010 | 2011 | 2012       | 2013 | 2014 | 2015 | 2016       | 2017 | 2018  | 2019 | 2020       | 2023 |
| -------- | ----------------- | ---- | ---- | ---- | ----- | ---- | ---- | ---------- | ---- | ---- | ---- | ---------- | ---- | ----- | ---- | ---------- | ---- |
| 女子單打 | －                | －   | －   | －   | －    | －   | －   | 小組第三名 | 32強 | 64強 | 32強 | 小組第三名 | 32強 | 64強1 | 64強 | 小組第四名 | 64強 |
|          |                   |      |      |      |       |      |      |            |      |      |      |            |      |       |      |            |      |
| 女子雙打 | Corinne Jörg      | 32強 | 64強 | －   | －    | －   | －   | －         | －   | －   | －   | －         | －   | －    | －   | －         | －   |
| 女子雙打 | 让尼娜·奇科尼尼   | －   | －   | －   | 64強1 | －   | －   | －         | －   | －   | －   | －         | －   | －    | －   | －         | －   |
| 女子雙打 | Marion Gruber     | －   | －   | －   | －    | 32強 | －   | －         | －   | －   | －   | －         | －   | －    | －   | －         | －   |
| 女子雙打 | 艾拉·胡塞尔       | －   | －   | －   | －    | －   | －   | －         | －   | 64強 | －   | －         | －   | －    | －   | －         | －   |
|          |                   |      |      |      |       |      |      |            |      |      |      |            |      |       |      |            |      |
| 混合雙打 | 安东尼·迪马尔特雷 | －   | －   | －   | 64強  | 64強 | 64強 | －         | 32強 | －   | －   | －         | －   | －    | －   | －         | －   |

- ^  注解1：退賽